# Livro Negro

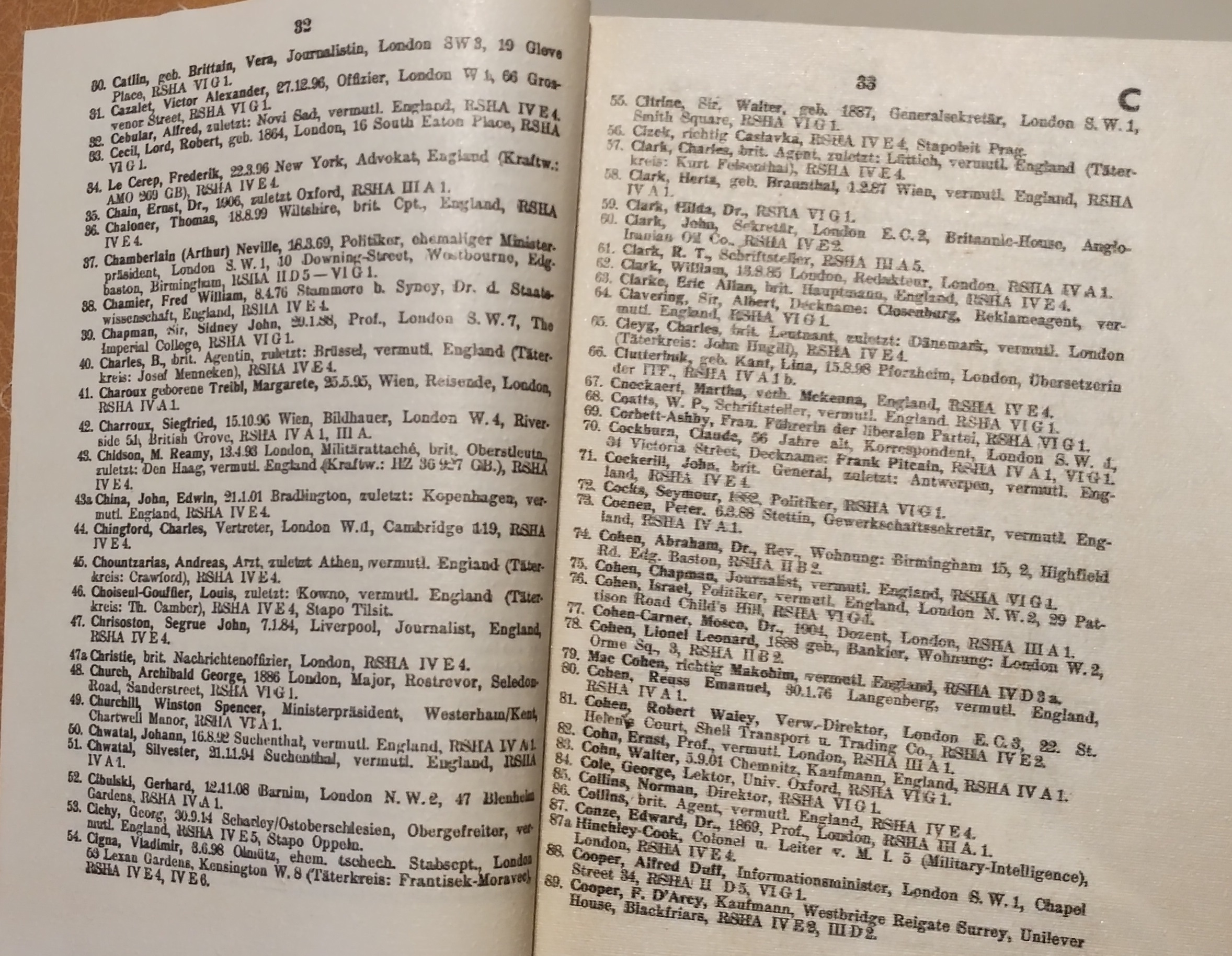
Páginas 32 e 33 do Livro Negro, que inclui os nomes dos primeiros-ministros britânicos Winston Churchill (nº 49) e Neville Chamberlain (nº 37)

A Lista de Busca Especial da Grã-Bretanha (em alemão: Sonderfahndungsliste G.B.), conhecida popularmente como o Livro Negro, foi uma lista compilada em 1940 pelo oficial nazista Walter Schellenberg que continha o nome de centenas de personalidades britânicas que deveriam ser presas e executadas pelos integrantes dos esquadrões da morte da SS após uma eventual invasão da Grã-Bretanha pelo Terceiro Reich.
Ela continha 2.820 nomes de pessoas, incluindo cidadãos britânicos e exilados europeus. As abreviações após cada nome indicavam se o indivíduo seria detido pela Gestapo (RSHA Amt IV) ou pelo Serviço de Segurança Estrangeiro (RSHA Amt VI). Este manual observou oportunidades de saques e nomeou instituições antinazistas potencialmente perigosas, incluindo lojas maçônicas, a Igreja da Inglaterra e os escoteiros. Em 17 de setembro de 1940, o general de brigada Dr. Franz Six foi designado para uma posição em Londres, onde implementaria as prisões e ações pós-invasão contra instituições, mas no mesmo dia, Hitler adiou a invasão indefinidamente.
Uma tiragem da lista produziu cerca de 20.000 livretos, mas o armazém onde estavam armazenados foi destruído num ataque aéreo, e apenas dois originais sobreviveram. Um está no Museu Imperial da Guerra em Londres, e um está registado na Biblioteca e Arquivos da Instituição Hoover.
Em 14 de setembro de 1945, o The Guardian relatou que o livreto havia sido descoberto na sede de Berlim da Polícia de Segurança do Reich. Os relatórios incluíram as reações de algumas das pessoas listadas. Quando informada no dia anterior que eles estavam na lista da Gestapo, lady Astor (listada como "inimiga da Alemanha") disse "É a resposta completa à terrível mentira de que o chamado Cliveden Set era pró-fascista", enquanto lorde Vansittart disse "A lista negra alemã pode indicar a alguns dos que agora se encontram nela que suas opiniões, divergentes das minhas, estavam um tanto equivocadas. Talvez seja uma revelação para eles", e o cartunista David Low disse "Está tudo bem. Eu também os tinha na minha lista." Ser incluído na lista era considerado uma espécie de marca de honra. Noël Coward, ator e homossexual influente lembrou que, ao saber que estava listado no livro, a escritora Rebecca West lhe enviou um telegrama dizendo "Meu querido — as pessoas com quem deveríamos ter sido vistos mortos."

## Antecedentes
A lista era semelhante a listas anteriores preparadas pela SS, como o Livro de Acusação Especial da Polônia (Sonderfahndungsbuch Polen) preparado antes da Segunda Guerra Mundial por membros da quinta-coluna nazista em cooperação com a Inteligência Alemã e usado para atingir os 61.000 poloneses durante a Operação Tannenberg e os tiroteios em massa da Intelligentsia na Polônia ocupada entre 1939 e 1941.
As rápidas vitórias alemãs levaram rapidamente à Queda da França, e as forças britânicas tiveram que ser retiradas durante a evacuação de Dunquerque, com as tropas nazistas chegando à costa em 21 de maio de 1940. Foi só então que a perspectiva de invadir a Grã-Bretanha foi levantada com Hitler, mas o alto comando alemão não emitiu nenhuma ordem de preparação até 2 de julho. Eventualmente, em 16 de julho, Hitler emitiu sua Diretiva nº 16 ordenando a preparação para a invasão, com o codinome Operação Leão Marinho.
A inteligência alemã decidiu fornecer às suas forças invasoras manuais enciclopédicos com informações úteis. Sete mapas, cada um cobrindo todas as Ilhas Britânicas, cobriam diferentes aspectos topográficos. Um livro forneceu 174 fotografias, principalmente fotografias aéreas, complementadas com vistas recortadas de jornais e revistas. Uma massa de informações foi incluída em um livro sobre Dados Geográficos Militares sobre a Inglaterra . Apenas um livro foi marcado como secreto, o Informationsheft GB. Walter Schellenberg escreveu em suas memórias que "no final de junho de 1940, recebi ordens de preparar um pequeno manual para as tropas invasoras e as unidades políticas e administrativas que as acompanhariam, descrevendo brevemente as instituições políticas, administrativas e econômicas mais importantes da Grã-Bretanha e suas principais figuras públicas."

## Descrição
A lista era um apêndice ou suplemento ao manual secreto Informationsheft Grossbritannien, que fornecia informações para os serviços de segurança alemães sobre instituições consideradas propensas a resistir aos nazistas, incluindo as escolas públicas-privadas, a Igreja da Inglaterra e os escoteiros. Uma pesquisa geral sobre museus e galerias de arte britânicos sugeriu oportunidades de saques. O manual descrevia a organização da polícia britânica e continha uma seção analisando as agências de inteligência britânicas. Em seguida, quatro páginas continham cerca de 30 fotos do tamanho de passaporte de indivíduos que também apareciam no apêndice.
O apêndice, de 104 páginas, era uma lista em ordem alfabética de 2.820 nomes, alguns dos quais eram duplicados. O termo Fahndungsliste pode ser traduzido em "lista de procurados" e Sonderfahndungsliste em "lista de altamente procurados". A instrução "todas as pessoas listadas na Lista de Busca Especial da Grã-Bretanha devem ser presas" (Sämtliche in der Sonderfahndungsliste GB aufgefürten Personen sind feszunehmen) deixava isso claro.
Ao lado de cada nome estava o número de um gabinete do Gabinete Central de Segurança do Reich (RSHA) ao qual a pessoa deveria ser entregue. Churchill, por exemplo, deveria ser colocado sob custódia do Amt VI (Serviço de Segurança Estrangeiro), mas a grande maioria das pessoas listadas no livro seriam colocadas sob custódia do Amt IV (Gestapo). O livro continha alguns erros significativos, com pessoas que já haviam morrido como Lytton Strachey e Sigmund Freud ou personalidades que já não residiam mais no Reino Unido como Paul Robeson ou omissões como George Bernard Shaw, um dos poucos escritores de língua inglesa cujas obras foram publicadas e executadas na Alemanha Nazista.
A dimensão do livro é dada como 19 centímetros (7,5 pol.), e "Segredo" (Geheim) está impresso na capa. A versão fac-símile mostra a impressão em vermelho, em uma capa cinza-esverdeada pálida, e tem 376 páginas.

## Pessoas notáveis listadas
Alguns dos integrantes notáveis da lista eram:
- Winston Churchill – Primeiro-Ministro britânico[19][20]
- Neville Chamberlain – ex-Primeiro-Ministro britânico[10][19]
- George Bernard Shaw – escritor[18]
- Charles de Gaulle – líder da resistência francesa[20]
- Sir Norman Angell – Nobel da Paz em 1933[21]
- Virginia Woolf – escritora[22]
- Sigmund Freud – psicanalista (na altura já falecido)[23]
- Nancy Astor – política e feminista; listada como "inimiga da Alemanha"[24]
- Robert Baden-Powell - fundador e líder do escotismo[25]
- William Maxwell Aitken –  político e editor de jornal canadense-britânico; listado como "Beaverbrock"[26]
- Leo Amery – político e jornalista[27]
- John Jacob Astor, 1.º Barão Astor de Hever – proprietário de um jornal inglês nascido nos Estados Unidos, político, desportista, oficial militar e membro da rica família Astor[28]
- Katharine Stewart-Murray, Duquesa de Atholl – aristocrata, política, membro do Partido Unionista Escocês, apoiadora do lado republicano na Guerra Civil Espanhola e abertamente antifascista[29]
- Clement Attlee – líder do Partido Trabalhista do Reino Unido; listado duas vezes, como "Attlee, Clement Richard, major" e como "Attlee, Clemens[26][30]
- Edvard Beneš – Presidente da Checoslováquia no exílio[31]
- John Desmond Bernal – cientista e comunista[32]
- Violet Bonham Carter – política e antifascista; listada como "uma senhora política do cerco"[33]
- William Henry Bragg – físico, químico, matemático, desportista e Nobel de Física em 1915[34]
- Vera Brittain – enfermeira, escritora, feminista e pacifista britânica[35]
- G. D. H. Cole – teórico político, economista, escritor e historiado; membro da Sociedade Fabiana[36]
- Edward Conze – estudioso germano-britânico[36]
- Duff Cooper – Ministro da Informação[36]
- Margery Corbett Ashby – política, feminista e internacionalista britânica[36]
- Noël Coward – ator e homossexual influente com conexões com o MI5; artista das forças armadas britânicas cujas peças opunham-se ao apaziguamento[19][37]
- Sefton Delmer – jornalista[38]
- Peter Drucker –  escritor, professor e consultor administrativo austríaco-britânico[39]
- Anthony Eden – Secretário de Estado da Guerra[40]
- Jacob Epstein – escultor[37]
- Lion Feuchtwanger – escritor judeu alemão[41]
- Frank Foley – espião britânico e chefe da estação do MI6 na Berlim pré-guerra; resgatou milhares de judeus alemães[42]
- E. M. Forster – autor de romances homoeróticos[42]
- J. B. S. Haldane – pensador marxista, geneticista e biólogo britânico[43]
- Ernst Hanfstaengl – educador e ex-empresário de Hitler[43]
- Aldous Huxley – escritor[37][44]
- Alexander Korda – diretor de cinema húngaro-britânico[45]
- Harold Laski – cientista político e importante líder do Partido Trabalhista Britânico[46][47]
- Harold Macmillan – político[48]
- Heinrich Mann – novelista alemão e antifascista[49]
- Jan Masaryk – Ministro dos Negócios Estrangeiros do governo da Checoslováquia no exílio[50]
- Gilbert Murray – intelectual e ativista da Liga das Nações[51]
- Philip Noel-Baker – político trabalhista[46]
- Ignacy Jan Paderewski – pianista e ex-Primeiro-Ministro da Polônia[52]
- Sylvia Pankhurst – sufragista, escritora, jornalista e antifascista[53]
- Nikolaus Pevsner – historiador da arte[54]
- Michael Polanyi – polímata húngaro-britânico[55]
- Hermann Rauschning - refugiado alemão e ex-amigo pessoal de Hitler[56]
- Paul Robeson – ator e cantor afro-americano com fortes afiliações comunistas[37][57]
- David Cecil.º 6º Marquês de Exeter – nobre, político, atleta, campeão olímpico britânico e membro do Bright Young People[58]
- Bertrand Russell – filósofo, historiador e pacifista[59]
- C. P. Snow – físico e novelista[60]
- Stephen Spender – poeta, novelista e ensaísta[61]
- Lytton Strachey – escritor e crítico literário[62]
- Beatrice Webb – socialista e economista[46][63]
- H. G. Wells – autor e socialista[64]
- Rebecca West – sufragista e escritora[37][64]
- Leonard Woolf – teórico político, autor, editor e funcionário público; marido de Virginia Woolf[65]
- Stefan Zweig – escritor judeu austríaco[66]